# 1881 في كندا
فيما يلي قوائم الأحداث التي وقعت خلال عام 1881 في كندا.

## سياسة

### تعيين في المنصب
- 1 يناير – عزرا باتلر إيدي Mayor of Hull  [لغات أخرى]‏.

### انتهاء فترة المنصب
- 1 يناير – ألبرت نورتن ريتشاردز Lieutenant Governor of British Columbia [الإنجليزية]‏.

## مواليد

### يناير
- 1 يناير – آرثر غوس مصور كندي.
- 1 يناير – غوس ديلون لاعب لاكروس كندي.
- 1 يناير – مابل بيركهولدر مؤرخة كندية.
- 2 يناير – مارتن فيشر سياسي كندي.
- 7 يناير – تيلسون هاريسون طبيب كندي.

### مارس
- 21 مارس – بارني هولدن لاعب هوكي جليد كندي.
- 22 مارس – أوبيرت كوتيه مصارع هاوي كندي.

### أبريل
- 3 أبريل – جون الكسندر والاس سياسي كندي.
- 11 أبريل – روبرت باول لاعب كرة مضرب كندي.
- 16 أبريل – جين فورد لاعب كرة قاعدة من الولايات المتحدة الأمريكية.
- 26 أبريل – آرثر دينيس سياسي كندي.

### مايو
- 1 مايو – ماري ماكلاني كاتبة أمريكية.
- 9 مايو – فرانك باركر داي كاتب كندي.
- 21 مايو – جيمي غاردنر لاعب هوكي جليد كندي.

### يونيو
- 17 يونيو – تومي بيرنز ملاكم كندي.
- 19 يونيو – فرانكلين وايت تورنبول سياسي كندي.
- 24 يونيو – ويليام جيمس دنلوب سياسي كندي.

### يوليو
- 14 يوليو – جوليا غريس ويلز
- 23 يوليو – بيرت ليندسي لاعب هوكي جليد كندي.
- 28 يوليو – جيمس ساذرلاند براون عسكري كندي.
- 28 يوليو – لويس مويس بيكل لاعبة كرة مضرب كندية.

### أغسطس
- 3 أغسطس – إلي بلانشارد لاعب لاكروس كندي.
- 8 أغسطس – غارفيلد ماكدونالد منافِس أوليمبي كندي.
- 26 أغسطس – أليس ويلسون
- 29 أغسطس – ألبرت هندرسون لاعب كرة قدم كندي.

### سبتمبر
- 8 سبتمبر – والتر يوجين كلارك لغوي من الولايات المتحدة الأمريكية.
- 12 سبتمبر – بونز ألين لاعب هوكي جليد كندي.

### أكتوبر
- 1 أكتوبر – إليزابيث باجشو طبيبة كندية.
- 15 أكتوبر – فريدريك مكارثي درّاج طريق كندي.
- 25 أكتوبر – جون هاجرمان منافِس أوليمبي كندي.

### نوفمبر
- 8 نوفمبر – كلارنس غانون رسام كندي.
- 22 نوفمبر – ويليام غليني نيكسون سياسي كندي.
- 23 نوفمبر – صموئيل نيوتن لاعب رماية كندي.
- 24 نوفمبر – ألفرد كريستي
- 30 نوفمبر – بروس ستيوارت لاعب هوكي جليد كندي.

### ديسمبر
- 1 ديسمبر – فريدريك كليفلاند مورغان رجل أعمال كندي.
- 17 ديسمبر – كلود س. روبنسون لاعب هوكي جليد كندي.
- 19 ديسمبر – جون فريزر لاعب كرة قدم كندي.
- 29 ديسمبر – جورج كينيدي
- 31 ديسمبر – إليزابيث أردن

## وفيات

### يونيو
- 9 يونيو – جويل بالمر (مواليد 1810) سياسي من الولايات المتحدة الأمريكية.
- 25 يونيو – كولن كامبل (مواليد 1822) سياسي كندي.

### سبتمبر
- 18 سبتمبر – لويس أوقستي أوليفييه (مواليد 1816) سياسي كندي.